# Geron parvus
Geron parvus är en tvåvingeart som beskrevs av Hesse 1938. Geron parvus ingår i släktet Geron och familjen svävflugor. Inga underarter finns listade i Catalogue of Life.